# Рагтајм
Рагтајм (енгл. ragtime, rag-time, rag time) је музички жанр настао крајем 19. века и био популаран између 1896. и 1918. године. Један од најпознатијих музичара тог времена је био Скот Џоплин који је имао надимак „Краљ рагтајма”.

## Историја

### Настанак рагтајма
Стил има своје порекло у афроамеричким заједницама у градовима као што је Сент Луис.
Прва објављена Регтајмска композиција била је „Ла Пас Ма Ла” 1895. Написао ју је комичар Ернест Хоган. Бен Харни, рођен у Кентакију, компоновао је песму „You've Been a Good Old Wagon But You Done Broke Down” неколико месеци касније 1896. Композиција је била хит и помогла је популаризацији жанра.
Регтајм је такође био модификација маршевског стила који је популаризовао Џон Филип Соуса, са додатним полиритмовима који долазе из афричке музике. Регтајм композитор Скот Џоплин (око 1868–1917) постао је познат објављивањем дела „Maple Leaf Rag“ (1899) и низа регтајм хитова као што је „The Entertainer“ (1902), иако су га касније заборавили сви осим мале, посвећена заједнице љубитеља рагтајма, све до великог оживљавања рагтајма током раних 1970-их. Најмање 12 година након објављивања, „Maple Leaf Rag” је снажно утицао на касније рагтајм композиторе својим мелодијским линијама, прогресијама акорда или метричким обрасцима.
У интервјуу из 1913. објављеном у црним новинама Њујоршко доба, Скот Џоплин је тврдио да је у Америци било „регтајм музике откад је негро раса црнаца овде, али бели људи на то нису обраћали пажњу све до пре двадесетак година [у 1890-им].“

### Врхунац рагтајма
Рагтајм се брзо успоставио као изразито амерички облик популарне музике. Регтајм је постао прва афроамеричка музика која је имала утицај на главни ток популарне културе. „Професори“ клавира као што је Џели Рол Мортон свирали су рагтајм у „спортским кућама“ (борделима) Њу Орлеанса. Учтиво друштво је прихватило рагтајм који су ширили дувачки оркестари и „друштвени” плесни бендови. Бендови предвођени В. К. Хандијем и Џејмсом Р. Европом били су међу првима који су нарушили расну поделу у америчкој музици. Нови ритмови рагтајма променили су свет плесних бендова и довели до нових плесних корака, популарисаних од стране шоу-плесача Вернон и Ирене Кастл током 1910-их. Раст плесних оркестара у популарној забави био је изданак рагтајма и наставио се до 1920-их. Рагтиме је такође стигао до Европе. Бродски оркестри на трансатлантским линијама укључили су регтајм музику у свој репертоар. Бенд Џејмса Р. Европе 369. пука изазвао је велики ентузијазам током своје турнеје по Француској 1918. године.
Регтајм је имао утицај на рани џез; утицај Џели Рол Мортона наставио се у Харлемском стилу клавира као што су Џејмс П. Џонсон и Фатс Волер. Регтајм је такође имао велики утицај на пијемонтски блуз. Плесни оркестри су почели да се развијају од рагтајма ка звуцима великихз бендова који су преовладавали 1920-их и 1930-их када су усвојили глаткије ритмичке стилове.

### Буђења
Постојала су бројна оживљавања откако су новији стилови потиснули рагтајм 1920-их. Прво, почетком 1940-их, многи џез бендови су почели да укључују рагтајм у свој репертоар и пуштају рагтајм снимке на плочама од 78 обртаја у минути. До значајнијег препорода дошло је 1950-их када је на плочама постао доступан шири избор рагтајм жанрова из прошлости, и нове мелодије су компоноване, објављене и снимљене.
Током 1960-их, два главна фактора су довела до већег јавног признања рагтајма. Први је било објављивање књиге, Они су сви свирали рагтајм, 1960. године, од стране Харијет Џенис и Рудија Блеша. Неки историчари ову књигу називају „The Ragtime Bible“. Без обзира на то, то је био први свеобухватан и озбиљан покушај да се документује прва рагтајм ера и њена три најважнија композитора, Џоплин, Скот и Лам. Други главни фактор био је успон Макса Мората. Морат је креирао две телевизијске серије за Националну образовну телевизију (сада PBS) 1960. и 1962. године: The Ragtime Era, и The Turn of the Century. Морат је ову другу претворио у самостални шоу 1969. и са њим је пет година био на турнеји по САД. Морат је касније креирао различите самосталне представе које су такође обилазиле САД, које су такође образовале и забављале публику о регтајму. Убрзо су уследили нови рагтај композитори, укључујући Мората, Доналда Ешвандера, Треборија Џеја Тиченора, Џона Арпина, Вилијама Болкома, Вилијама Олбрајта и Метјуа де Лејси Дејвидсона.
Године 1971, Џошуа Рифкин је објавио компилацију Џоплиновог дела која је била номинована за награду Греми.
Године 1973, The New England Ragtime Ensemble (тада студентска група под називом The New England Conservatory Ragtime Ensembl) снимила је The Red Back Book, компилацију дела од Џоплинових рагова у временским оркестрацијама које је уређивао председник конзерваторијума Гантер Шилер. Тај рад је освојио Греми за најбољу камерну музичку изведбу године и проглашен за најбољи класични албум 1974. од стране часописа Билборд. Филм The Sting (1973) донео је рагтајм широј публици својим звучним записом Џоплинових мелодија. Филмски приказ „Забављача”, који је адаптирао и оркестрирао Марвин Хамлиш, био је топ 5 хит 1975. године.
Регтајм – са Џоплиновим делом у предњем плану – се наводи као амерички еквивалент Моцартовим менуетима, Шопеновим мазуркама или Брамсовим валцерима. Регтајм је такође утицао на класичне композиторе укључујући Ерика Сатија, Клода Дебисија и Игора Стравинског.

## Историјски контекст
Регтајм је настао у афроамеричкој музици крајем 19. века и потекао је од џигова и маршевске музике коју су свирали афроамерички бендови, која се назива „џиг клавир“ или „клавирски тапинг“.
Почетком 20. века постао је широко популаран широм Северне Америке и слушали су га и плесали, изводили и писали људи различитих подкултура. Изразито амерички музички стил, рагтајм се може сматрати синтезом афричке синкопе и европске класичне музике, посебно маршева које је популарисао Џон Филип Соза.
Неке ране мелодије за клавир су назване маршевима, и „џиг“ и „раг“ су коришћени наизменично средином 1890-их. Рагтајму је такође претходио његов блиски рођак кејквок. Године 1895, црни забављач Ернест Хоган компоновао је две најраније музичке мелодије овог жанра, од којих је једна („All Coons Look Alike to Me“) на крају продата у милион примерака. Друга композиција се звала „La Pas Ma La“, а такође је била хит.
Као што је црни музичар Том Флечер изјавио, Хоган је био „први који је ставио на папир врсту ритма који свирају неписмени музичари.“ Иако је успех песме помогао да се САД упозна са рагтајм ритмовима, њена употреба расног ниподаштавања створила је низ погрдних имитација мелодија, познатих као „песме куна“ због употребе расистичких и стереотипних слика црнаца. У Хогановом каснијим годинама, он је признао стид и осећај „издаје расе“ проистекао из песме, истовремено изражавајући понос што је помогао да се рагтајм доведе до шире публике.
Регтајм је такође послужио као корен за страјд клавир, импровизацијски клавирски стил популаран 1920-их и 1930-их. Елементи рагтајма нашли су се у великом делу америчке популарне музике раног 20. века. Он је такође одиграо централну улогу у развоју музичког стила који се касније назива пијемонтски блуз; заиста, велики део музике коју свирају уметници овог стила као што су велечасни Џери Дејвис, Блајнд Бој Фулер, Елизабет Котен и Ета Бејкер може се назвати „рагтајм гитаром“.
Иако је већина рагтајма компонована за клавир, уобичајене су транскрипције за друге инструменте и ансамбле, посебно укључујући аранжмане Гинтера Шулера за Џоплинове мелодије. Регтајм гитара је и даље била популарна до 1930-их, обично у облику песама праћених вештим радом на гитари. Бројне плоче су произашле из неколико издавача, у извођењу Блајнд Блејка, Блајнд Бој Фулера, Лемон Џеферсона и других. Повремено је рагтајм био практикован на нивоу ансамбла (посебно плесних и дувачких бендова) сличних онима Џејмса Риса Европе или као песме попут оних које је написао Ирвинг Берлин. Џоплин је имао дугогодишње амбиције да повеже светове рагтајма и опере, због чега је и написана опера Treemonisha. Међутим, његово прво извођење, лоше изведено са Џоплиновом пратњом на клавиру, било је „катастрофално“ и никада више није изведено за време Џоплиновог живота. Партитура је била изгубљена деценијама, затим поново откривена 1970. године, а потпуно оркестрирано и инсценирано извођење одвило се 1972. године. Ранија опера Џоплина, A Guest of Honor, изгубљена је.